# Fukusuke

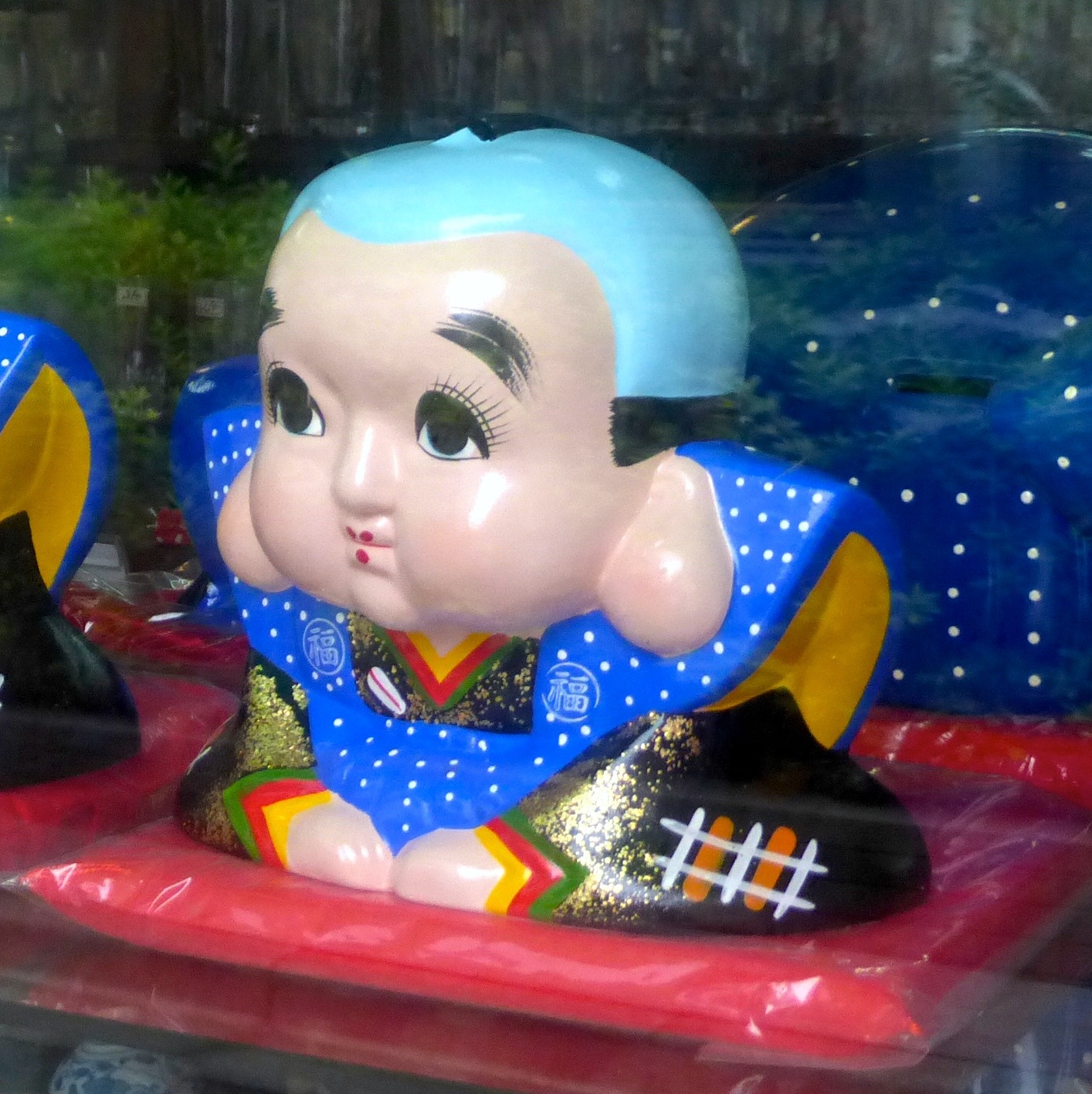
Un fukusuke.

Un fukusuke (福助), « l'homme de la chance », est une poupée traditionnelle japonaise faite de porcelaine.

## Historique
Le fukusuke est la représentation d'un homme grassouillet agenouillé en tailleur (seiza), avec une tête disproportionnellement grosse arborant un chonmage, coiffure traditionnelle où le crâne est rasé sur le devant et le dessus à l'exception d'une mèche au sommet. La poupée était à l'origine un porte-bonheur enchâssé dans des maisons de thé ou des maisons closes à l'époque d'Edo. On considérait que le fukusuke apportait « la jeunesse pérenne, la richesse et l'honneur ». La poupée porte habituellement un kamishimo, un kimono de samouraï. Encore aujourd'hui, elle est exposée dans les maisons et les commerces pour porter chance.
La légende veut qu'elle soit la représentation de Daimonjiya, un riche et généreux marchand de Kyoto ayant vécu au XVIIIe siècle, qui nageait dans le bonheur.

## Dans la culture populaire
Une poupée fukusuke fait partie des objets vus sur la pochette de l'album Sgt. Pepper's Lonely Hearts Club Band du groupe britannique The Beatles.